# Élections législatives de 2002 dans la Creuse
Les élections législatives françaises de 2002 se déroulent les 9 et 16 juin 2002. Dans le département de la Creuse, deux  députés sont à élire dans le cadre de deux circonscriptions. 

## Élus
| Circonscription | Député sortant  | Parti | Parti | Député élu ou réélu | Parti | Parti |
| --------------- | --------------- | ----- | ----- | ------------------- | ----- | ----- |
| 1re             | Michel Vergnier |       | PS    | Michel Vergnier     |       | PS    |
| 2e              | Jean Auclair    |       | RPR   | Jean Auclair        |       | UMP   |

## Résultats

### Résultats à l'échelle du département
| Parti                                      | Parti                              | Premier tour | Premier tour | Second tour | Second tour | Sièges |
| Parti                                      | Parti                              | Voix         | %            | Voix        | %           | Sièges |
| ------------------------------------------ | ---------------------------------- | ------------ | ------------ | ----------- | ----------- | ------ |
|                                            | Union pour un mouvement populaire  | 25 146       | 37,14        | 33 584      | 49,76       | 1      |
|                                            | Divers droite                      | 3 842        | 5,67         |             |             | 0      |
|                                            | Union pour la démocratie française | 1 742        | 2,57         | 0           |             |        |
|                                            | Mouvement pour la France           | 999          | 1,48         | 0           |             |        |
|                                            | Majorité présidentielle            | 31 729       | 46,86        | 33 584      | 49,76       | 1      |
|                                            |                                    |              |              |             |             |        |
|                                            | Parti socialiste                   | 24 795       | 36,62        | 33 907      | 50,24       | 1      |
|                                            | Parti communiste français          | 1 378        | 2,04         |             |             | 0      |
|                                            | Les Verts                          | 975          | 1,44         | 0           |             |        |
|                                            | Pôle républicain                   | 347          | 0,51         | 0           |             |        |
|                                            | Gauche parlementaire               | 27 495       | 40,61        | 33 907      | 50,24       | 1      |
|                                            |                                    |              |              |             |             |        |
|                                            | Front national                     | 3 385        | 5,00         |             |             | 0      |
|                                            | Divers                             | 2 734        | 4,04         | 0           |             |        |
|                                            | Extrême gauche dont LCR et LO      | 1 739        | 2,57         | 0           |             |        |
|                                            | Mouvement national républicain     | 422          | 0,62         | 0           |             |        |
|                                            | Divers écologiste dont MÉI         | 200          | 0,30         | 0           |             |        |
|                                            |                                    |              |              |             |             |        |
| Inscrits                                   | Inscrits                           | 101 825      | 100,00       | 101 792     | 100,00      | 2      |
| Abstentions                                | Abstentions                        | 32 147       | 31,57        | 31 618      | 31,06       |        |
| Votants                                    | Votants                            | 69 678       | 68,43        | 70 174      | 68,94       |        |
| Blancs et nuls                             | Blancs et nuls                     | 1 974        | 2,83         | 2 683       | 3,82        |        |
| Exprimés                                   | Exprimés                           | 67 704       | 97,17        | 67 491      | 96,18       |        |
| Source : Ministère de l'Intérieur - Creuse |                                    |              |              |             |             |        |

### Résultats par circonscription

#### Première circonscription (Guéret)
| Candidat       | Candidat                      | Parti            | Premier tour | Premier tour | Second tour | Second tour |  |
| Candidat       | Candidat                      | Parti            | Voix         | %            | Voix        | %           |  |
| -------------- | ----------------------------- | ---------------- | ------------ | ------------ | ----------- | ----------- |  |
|                | Michel Vergnier sortant réélu | PS               | 13 833       | 41,07        | 18 570      | 55,78       |  |
|                | Bernard de Froment            | UMP              | 9 868        | 29,3         | 14 722      | 44,22       |  |
|                | Yves Aumaitre                 | Divers droite    | 3 842        | 11,41        |             |             |  |
|                | André Chézeaud                | UDF              | 1 742        | 5,17         |             |             |  |
|                | Marie de La Chapelle          | FN               | 1 662        | 4,93         |             |             |  |
|                | Joël Lainé                    | LCR              | 674          | 2            |             |             |  |
|                | Gérard Nicand                 | Les Verts        | 611          | 1,81         |             |             |  |
|                | André Rigaud                  | CPNT             | 587          | 1,74         |             |             |  |
|                | Élisabeth Faucon              | LO               | 303          | 0,9          |             |             |  |
|                | Marie-Luce Moulin             | Pôle républicain | 246          | 0,73         |             |             |  |
|                | Yolande-Sophie Neuville       | MNR              | 179          | 0,53         |             |             |  |
|                | Laurent Watrin                | Divers           | 136          | 0,4          |             |             |  |
|                |                               |                  |              |              |             |             |  |
| Inscrits       | Inscrits                      | Inscrits         | 51 316       | 100,00       | 51 313      | 100,00      |  |
| Abstentions    | Abstentions                   | Abstentions      | 16 757       | 32,65        | 16 729      | 32,6        |  |
| Votants        | Votants                       | Votants          | 34 559       | 67,35        | 34 584      | 67,4        |  |
| Blancs et nuls | Blancs et nuls                | Blancs et nuls   | 876          | 2,53         | 1 292       | 3,74        |  |
| Exprimés       | Exprimés                      | Exprimés         | 33 683       | 97,47        | 33 292      | 96,26       |  |

#### Deuxième circonscription (Aubusson)
| Candidat       | Candidat                   | Parti            | Premier tour | Premier tour | Second tour | Second tour |  |
| Candidat       | Candidat                   | Parti            | Voix         | %            | Voix        | %           |  |
| -------------- | -------------------------- | ---------------- | ------------ | ------------ | ----------- | ----------- |  |
|                | Jean Auclair sortant réélu | UMP              | 15 278       | 44,91        | 18 862      | 55,15       |  |
|                | Michel Moine               | PS               | 10 962       | 32,22        | 15 337      | 44,85       |  |
|                | Max Roux                   | FN               | 1 723        | 5,06         |             |             |  |
|                | Alain Teissèdre            | PCF              | 1 378        | 4,05         |             |             |  |
|                | Jean-François Ruinaud      | Divers           | 1 359        | 3,99         |             |             |  |
|                | Michèle Latour             | MPF              | 999          | 2,94         |             |             |  |
|                | Pascal Le Bihan            | CPNT             | 529          | 1,55         |             |             |  |
|                | Christian Nguyen           | LCR              | 512          | 1,5          |             |             |  |
|                | Sylvie Pont                | Les Verts        | 364          | 1,07         |             |             |  |
|                | Roger Gorizzutti           | LO               | 250          | 0,73         |             |             |  |
|                | Fernand Jacob              | MNR              | 243          | 0,71         |             |             |  |
|                | Christine Trébuchet        | MÉI              | 200          | 0,59         |             |             |  |
|                | Christophe Yvernault       | Divers           | 123          | 0,36         |             |             |  |
|                | Pascal Fournioux           | Pôle républicain | 101          | 0,3          |             |             |  |
|                |                            |                  |              |              |             |             |  |
| Inscrits       | Inscrits                   | Inscrits         | 50 509       | 100,00       | 50 479      | 100,00      |  |
| Abstentions    | Abstentions                | Abstentions      | 15 390       | 30,47        | 14 889      | 29,5        |  |
| Votants        | Votants                    | Votants          | 35 119       | 69,53        | 35 590      | 70,5        |  |
| Blancs et nuls | Blancs et nuls             | Blancs et nuls   | 1 098        | 3,13         | 1 391       | 3,91        |  |
| Exprimés       | Exprimés                   | Exprimés         | 34 021       | 96,87        | 34 199      | 96,09       |  |